# حصار ولی‌عصر
حصار ولی‌عصر روستایی از توابع بخش مرکزی شهرستان آوج در استان قزوین ایران است. در گذشته نام آن حصار ارمنی بوده است. مردمانش به زبان ترکی آذربایجانی سخن می‌گویند.

## جمعیت
این روستا در دهستان حصار ولیعصر قرار دارد و براساس سرشماری مرکز آمار ایران در سال ۱۳۹۰، جمعیت آن ۸۵۳ نفر (۲۵۸ خانوار) بوده است. که در تعطیلات نوروز و تعطیلات تابستان جمعیت این روستا به بالای ۱۵۰۰ نفر می‌رسد.
روستای حصار ولیعصر دهستان مرکزی محسوب می‌شود و از شرق با روستای طبلشکین، از جنوب با روستاهای آبدره وچنگوره و از غرب با روستاهای میشهد، علی‌آباد و کامشکون در ارتباط است و از امکانات بیشتری نسبت به روستاهای اطراف بر خوردار است و این امر باعث شده است تا اهالی روستاهای مجاور جهت تهیه اقلام خود به این روستا بیایند.
این روستا دارای برق، سیستم آب لوله‌کشی و گاز است. همچنین دارای مدارس ابتدایی و دبیرستانی شبانه‌روزی پسرانه و دخترانه است. امکانات بهداشتی روستا شامل مرکز بهداشتی درمانی، خانه بهداشت، بهیار یا مامای روستایی، پزشک و بهورز است مردمانش به زبان ترکی آذربایجانی سخن می‌گویند.
برج‌های دوقلوی خرقان در این روستا قرار دارد که در زلزله سال ۸۱ آسیب دید و توسط سازمان میراث فرهنگی استان قزوین مرمت و باسازی گردید. در شمال این روستا رودخانه خررود قرار دارد که متأسفانه به دلیل حفر چاه عمیق و احداث سد در بالادست و برداشت غیراصولی با کمبود آب مواجه است (در سال‌های نچندان دور آب این رودخانه به دشت قزوین می‌رسید.
وجود یک مقبره قدیمی در گورستان این روستا و قرار داشتن در کنار جاده این روستا را از بقیه روستاهای اطراف متمایز ساخته است.